# 幸谷站

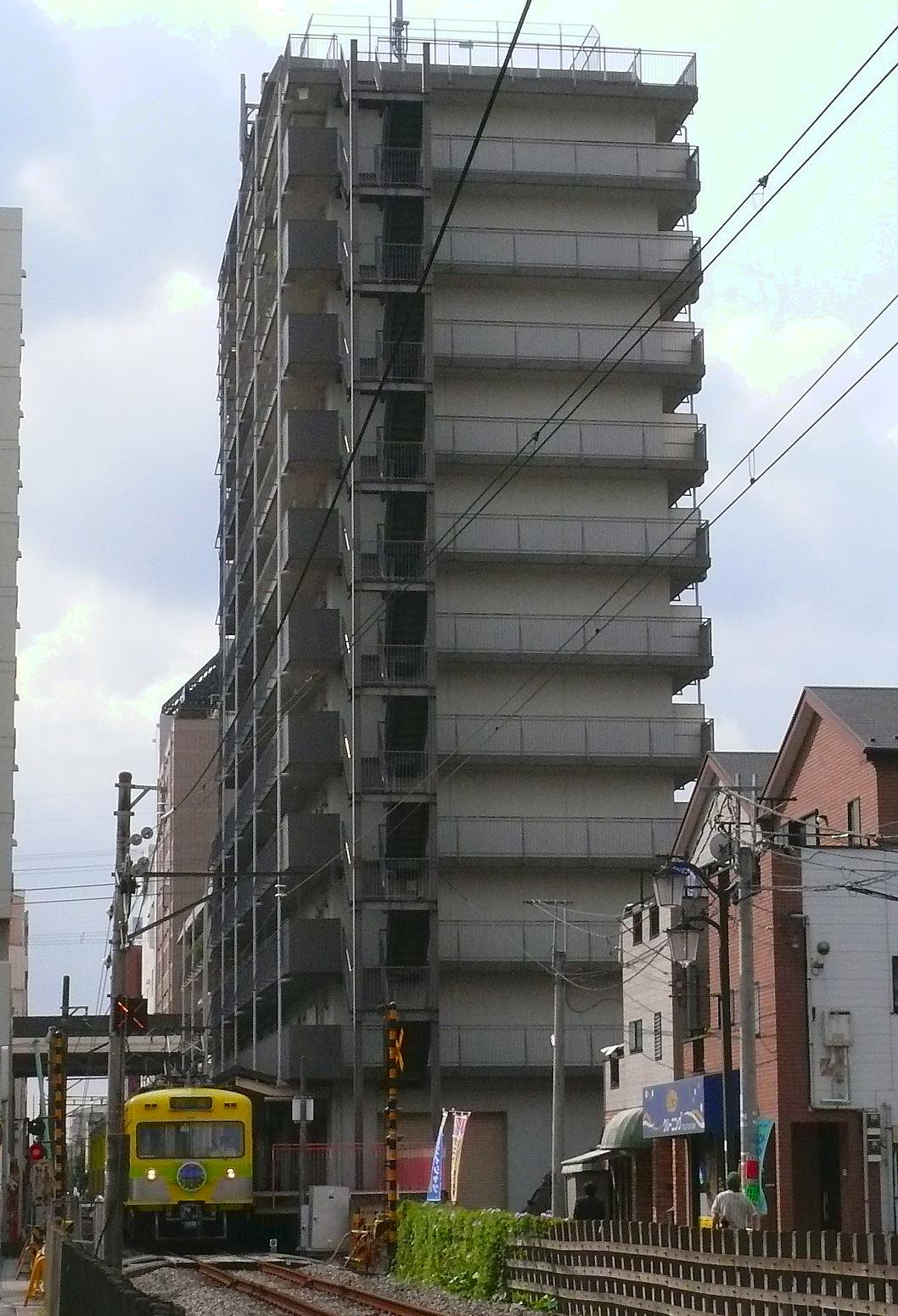
車站月台與公寓地面一體化（2019年4月）

幸谷站（日语：／ Kōya eki */?）是位於千葉縣松戶市新松戶，屬於流鐵流山線的車站。車站編號為RN2。此站可轉乘新松戶站（閘外轉乘）。

## 歷史
此站所在地的地名是「松戶市幸谷」，而轉乘車站JR新松戶站所在地的地名是「松戶市幸谷」，兩站的地名與站名掉轉子。在此站啟用時，新松戶站還未啟用，該處還未發展住宅區，而此站由於最接近幸谷村落因而得名。常時的村落位於JR常磐線的東邊，鄰近福昌寺（幸谷觀音）界隈。
- 1961年（昭和36年）2月3日 - 車站啟用[2]。當時位於新幸谷橋附近（流山線5號平交道附近）。
- 1982年（昭和57年）1月10日 - 向流山一方遷移300米[1]，以方便乘客前往新松戶站轉乘國鐵（現時：JR）。
- 2013年（平成25年）11月5日 - 入口增設斜道無障礙設施。

## 車站構造
本站是地面車站，設有1面1線的單式月台。車站大樓位於集合住宅「流鐵Casa新松戶」地面。在旅客車站部分中設有售票處、車站事務室、小型大堂、檢票口和月台。當列車到達時，職員會在驗票口收集車票（入閘時不用剪票）。
從此站前往新松戶站時，首先在站前廣場對出穿過行人過路處，然後經「Lotteria」後方通道前往。由於行人過路處位於JR武藏野線高架橋下，因此事實上該處為上蓋通道。車站西邊也設有出入口。此站與JR新松戶站均沒有轉乘另一條鐵路線的資訊，但是在鄰近設施中卻標記了對方的車站。

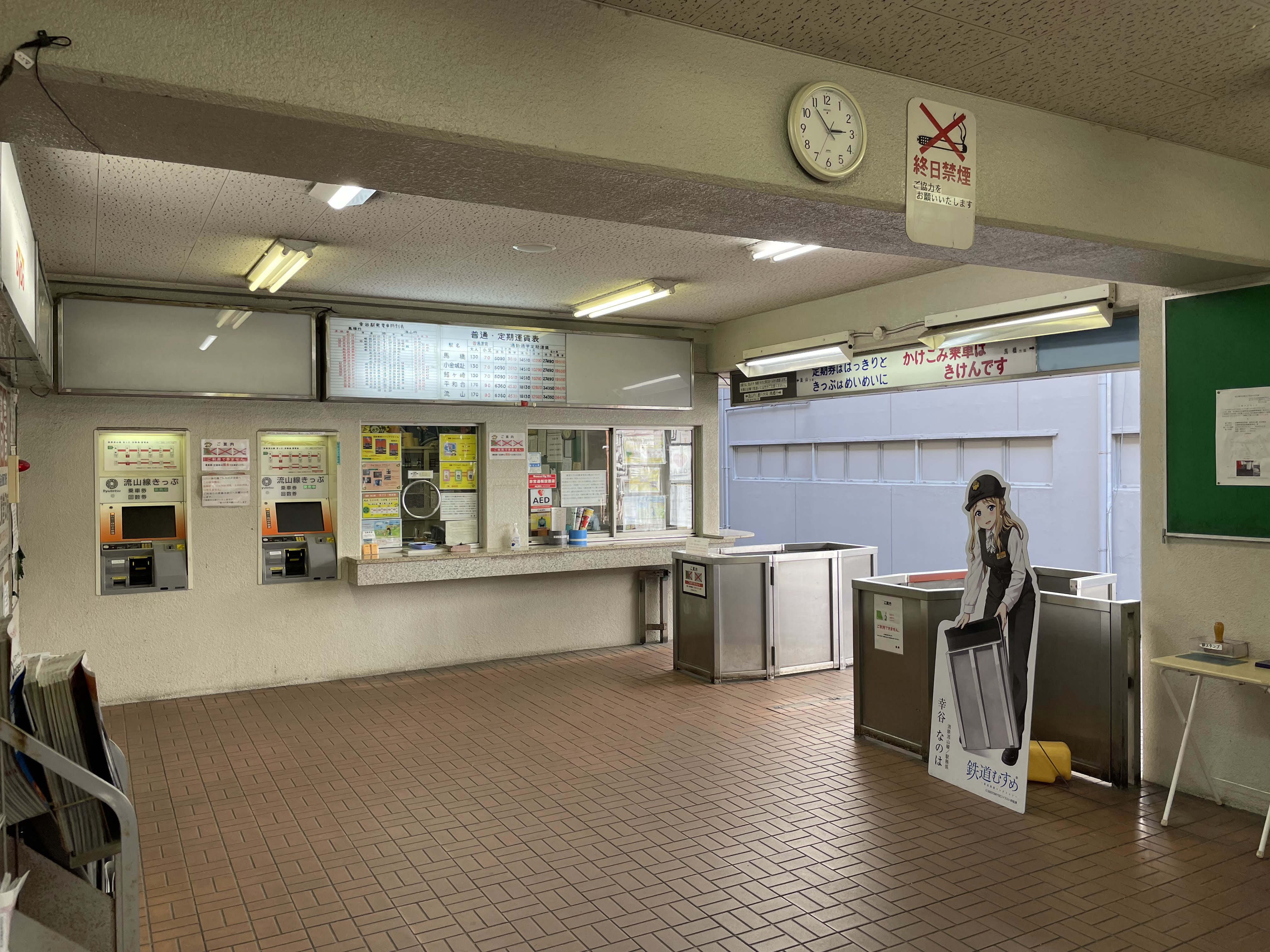
驗票口 (2022年6月)
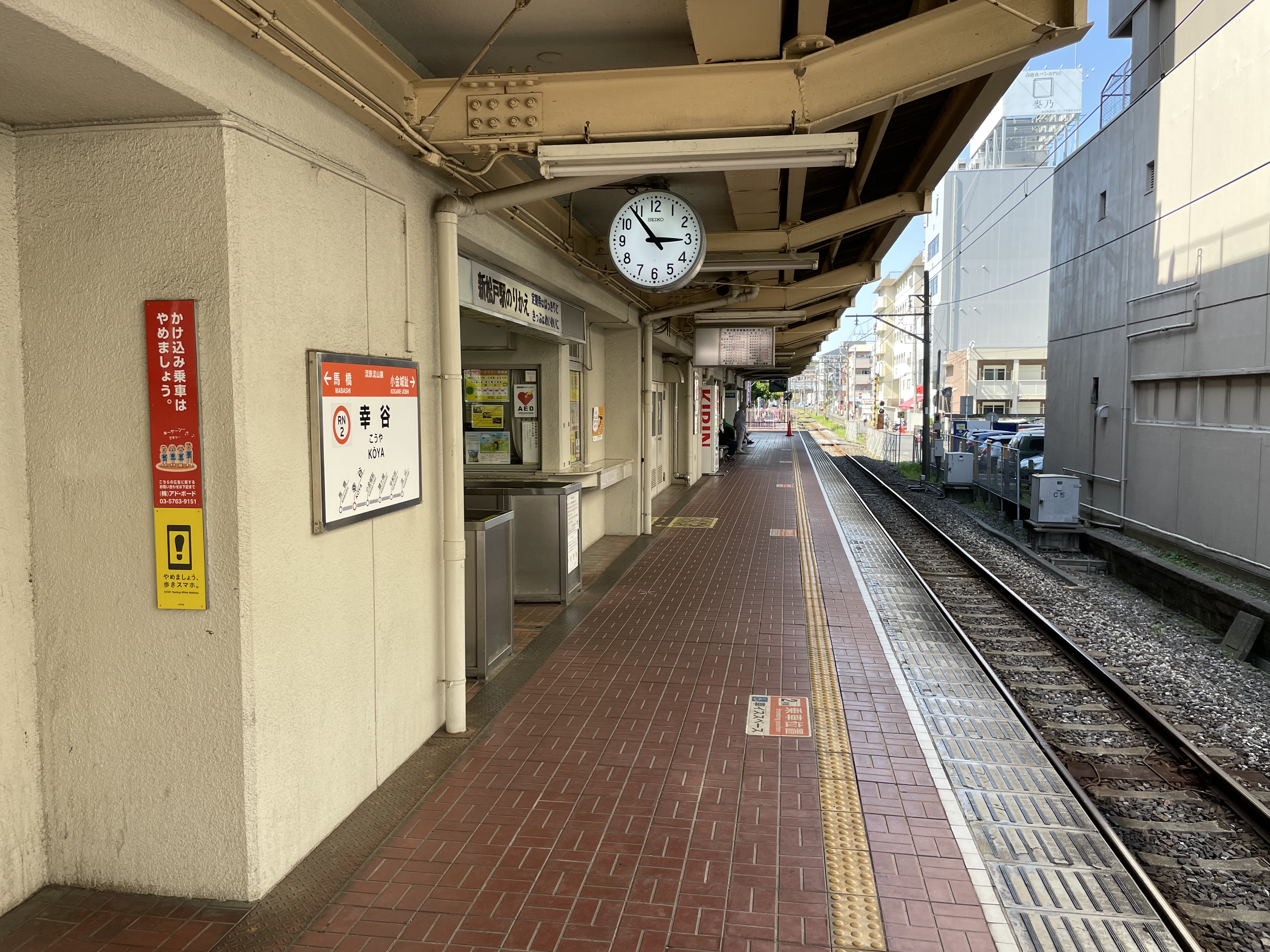
月台（2022年6月）
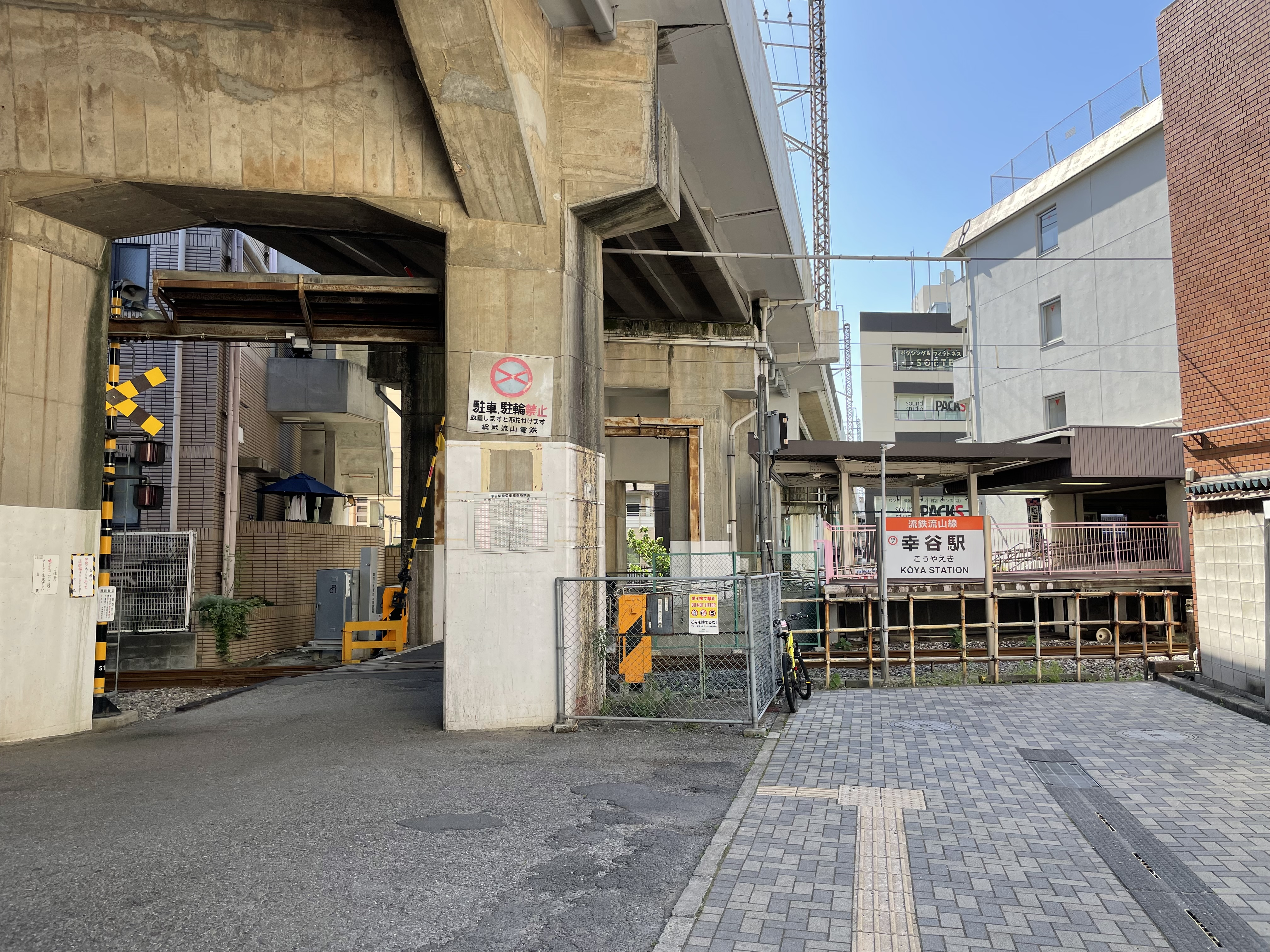
平交道 (2022年6月)

## 使用狀況
在2015年（平成27年）度，一日平均乘車人次為2,246人。
在近年客量有減少的傾向，特別是2005年至2006年之間，隨著筑波快線啟用後的影響較大。由於上述原因，馬橋和流山的減幅較大，使此站成為流鐵6座車站中最多使用的車站。
以下為近年1日平均乘車人次列表。
| 年度   | 1日平均 乘車人次 |
| ------ | ---------------- |
| 1990年 | 3,475            |
| 1991年 | 3,626            |
| 1992年 | 3,731            |
| 1993年 | 4,015            |
| 1994年 | 4,029            |
| 1995年 | 4,034            |
| 1996年 | 3,996            |
| 1997年 | 3,869            |
| 1998年 | 3,893            |
| 1999年 | 3,796            |
| 2000年 | 3,760            |
| 2001年 | 3,717            |
| 2002年 | 3,704            |
| 2003年 | 3,661            |
| 2004年 | 3,571            |
| 2005年 | 3,082            |
| 2006年 | 2,637            |
| 2007年 | 2,523            |
| 2008年 | 2,418            |
| 2009年 | 2,338            |
| 2010年 | 2,226            |
| 2011年 | 2,169            |
| 2012年 | 2,203            |
| 2013年 | 2,213            |
| 2014年 | 2,194            |
| 2015年 | 2,246            |

## 車站周邊

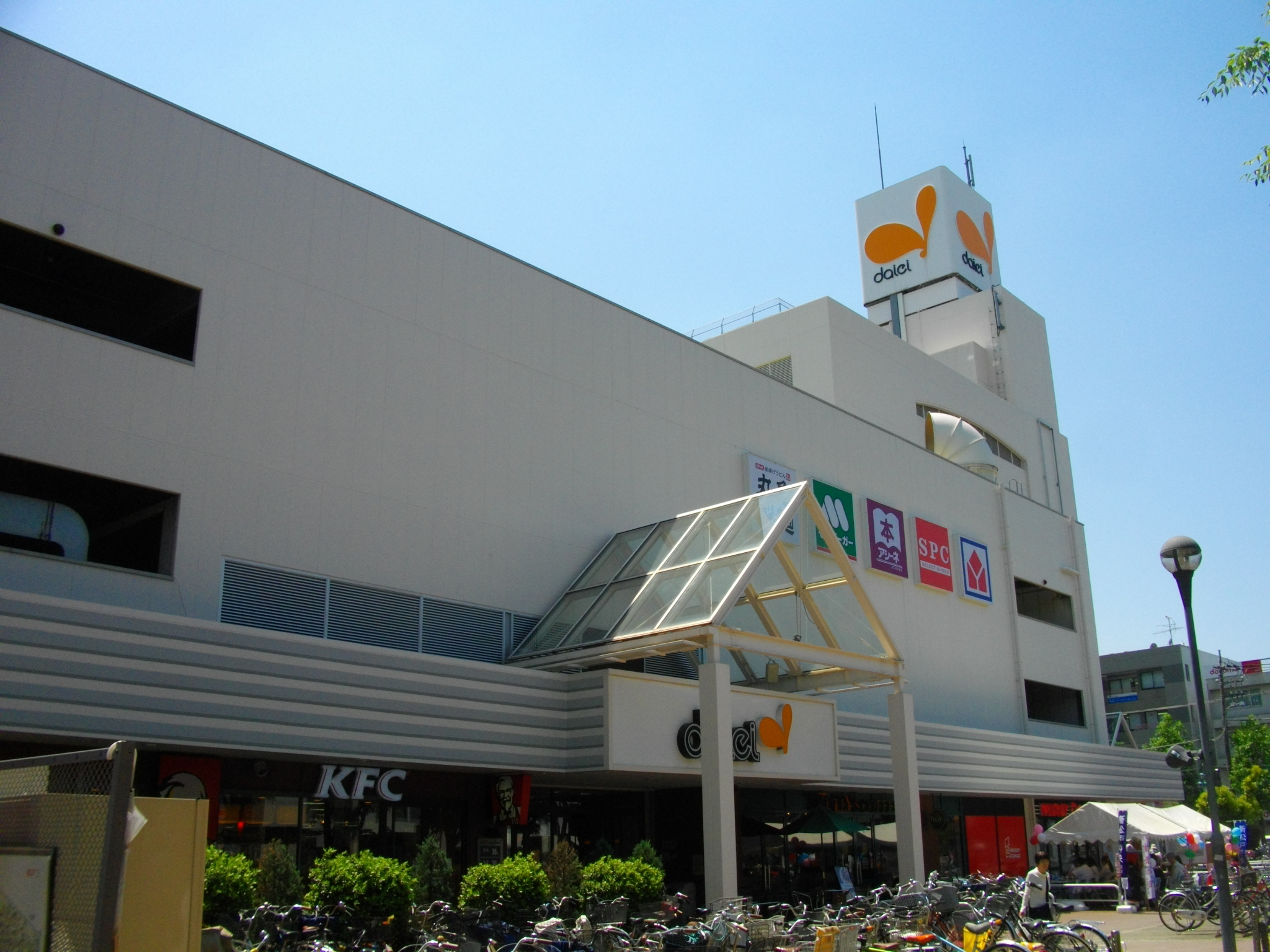
舊Daiei新松戶店　現時為AEON Food Style新松戶店

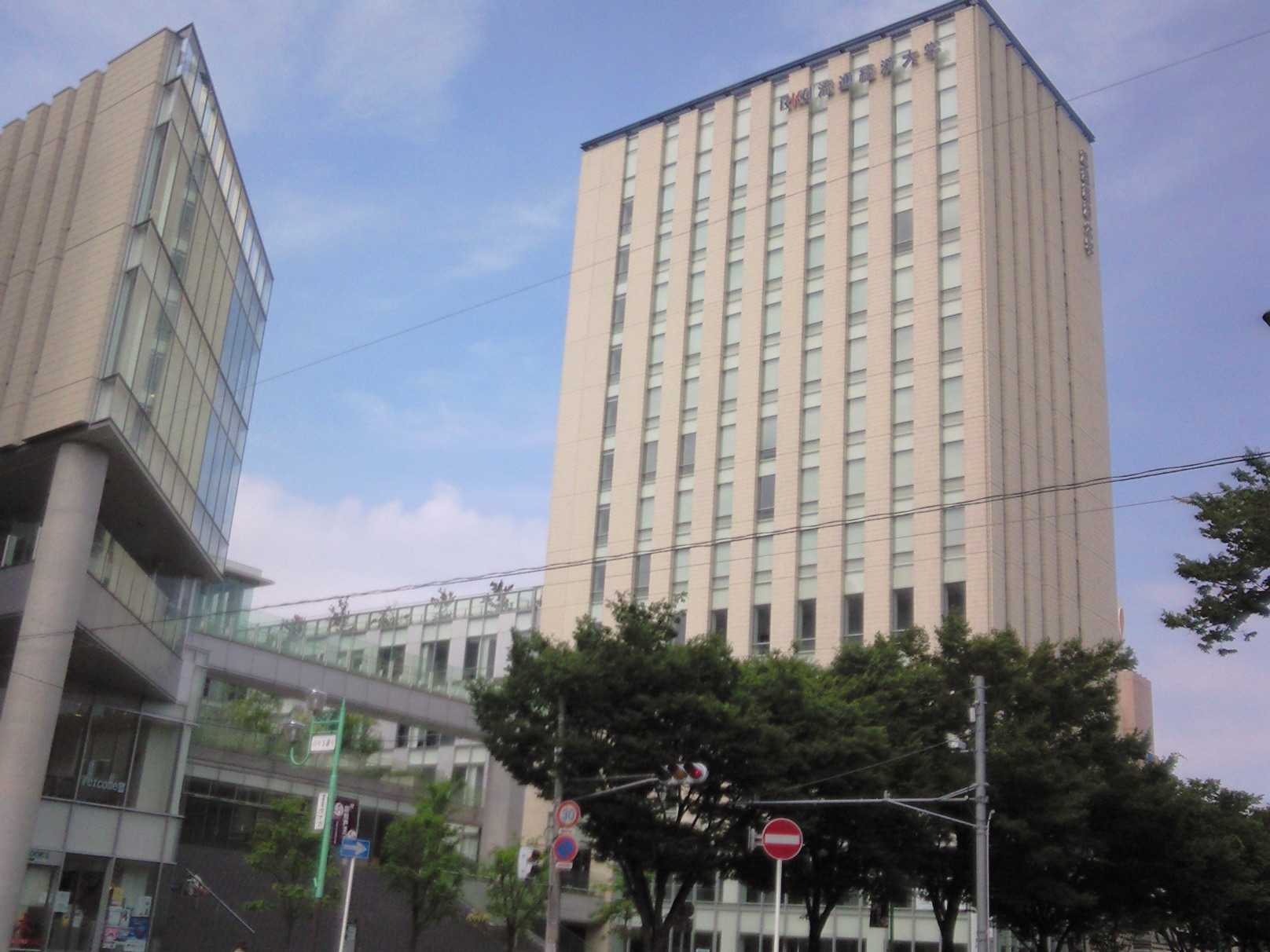
流通經濟大學（新松戶校園）

車站位於大規模新興住宅區「新松戶」東端。車站周邊的商店或大廈之分店名稱都會名為「幸谷站前」或「新松戶站前」。此站周邊區域的變化最為顯著。在此站與新松戶站之間設有一個名為「寶」的公廁。也設有名為「明里的盒子」的紅色鋼架製鳥居。
- 新松戶站（東日本旅客鐵道）
  - 新松戸站巴士站（松戶新京成巴士（日语：松戸新京成バス）等）
- 松戶市政廳新松戶分所
- 新松戶站前郵局
- 新松戶中央綜合醫院
- 日本年金機構（日语：日本年金機構）松戶年金事務所
- 流通經濟大學新松戶校園
- 明生情報商業專門學校（日语：明生情報ビジネス専門学校）
- 松戶市立新松戶南中學（日语：松戸市立新松戸南中学校）
- 松戶市立馬橋北小學（日语：松戸市立馬橋北小学校）
- AEON Food Style新松戶店（日语：イオンフードスタイル新松戸店）（舊Daiei新松戶店）
- 生活俱樂部生活協同組合千葉（日语：生活クラブ事業連合生活協同組合連合会） 新松戶倉庫
- 業務超市（日语：神戸物産） 新松戶店
- Hello Mart（日语：ハローマート） 新松戶店
- A Colle（日语：アコレ） 新松戶三丁目店
- 松本清總部 - 不是發祥之地
- 關San之森（日语：関さんの森）
- 福昌寺（幸谷觀音）
- 松戶市水道部 - 舊小金町（日语：小金町）地區的提供地下水資源的地方公營企業（通稱「小金水」）

## 相鄰車站
流鐵
■流山線
馬橋（RN1）－幸谷（RN2）－小金城趾（RN3）

## 注腳
1. 1 2 3  《歴史でめぐる鉄道全路線 公営鉄道・私鉄》21號 24頁
2. 1 2  《歴史でめぐる鉄道全路線 公営鉄道・私鉄》21號 26頁
3. ↑  《歴史でめぐる鉄道全路線 公営鉄道・私鉄》21號 27頁
4. ↑  千葉県統計年鑑 （页面存档备份，存于）（日語）

## 外部連結
- 幸谷站 （页面存档备份，存于）（日語）